# Alekszandr Mihajlovics Vaszilevszkij
Alekszandr Mihajlovics Vaszilevszkij (oroszul: Александр Михайлович Василевский; Novaja Golcsiha, Ivanovói terület, 1895. szeptember 30. (más forrás szerint szeptember 18) – Moszkva, 1977. december 5.) a Szovjetunió marsallja. Szovjet vezérkari főnök és a honvédelmi miniszter helyettese a második világháborúban. Legmagasabb beosztása 1949 és 1953 között volt, amikor a honvédelmi miniszteri posztot töltötte be.

## Fiatalsága
Vaszilevszkij orosz ortodox nyolcgyermekes családba született negyedik gyermekként. Édesapja Mihail Alekszandrovics Vaszilevszkij pap volt, édesanyja Nagyezda Ivanovna Szokolova egy pap lánya. Családja nagyon szegény volt és már kora gyermekkorától mezőgazdasági munkákat végzett testvéreivel, hogy meg tudjanak élni. A családja az anyagi nehézségek ellenére mégis vállalta, hogy teológiai tanulmányokat folytathasson. Az első világháború kitörése után azonban kilépett a szemináriumból, és 1915-ben a rá váró papi élet helyett katonának jelentkezett. A tiszti tanfolyam gyorsított változatát végezte el a jó eszű fiú, és zászlósi rendfokozatban került frontszolgálatra. Az első világháborút végigszolgálta, ahol század- és zászlóaljparancsnoki beosztásokat töltött be. Az 1917-es októberi orosz forradalom után 1919-ben belépett a Vörös Hadseregbe. E döntését családja visszatetszéssel fogadta, emiatt megszakította velük a kapcsolatot, amelyet csak 1940-ben, Sztálin kérésére állított helyre.

## Katonai pályafutása
A cári hadsereg tisztjéből a Vörös Hadsereg vezérkari főnökévé emelkedő marsall karrierjét a történelem eseményei irányították. A második világháborús szovjet hős az 1920-as években a polgárháború vörös hadseregében alegység- és különítmény-parancsnokként harcolt a fehérek ellen.
Katonai pályája 1937-től kezdett emelkedni, amikor a vezérkar tagja lett. 1942-től 1945-ig vezérkari főnök és a honvédelmi népbiztos (Sztálin) helyettese volt. Jelentős szerepet vitt a sztálingrádi ellentámadás megtervezésében, a hadműveleteket Voronovval és Zsukovval dolgozták ki. Másik nagy feladata a kurszki ütközet előkészítése volt, melynek során legfontosabb döntése az volt, hogy meg kell várni, amíg a németek támadnak, csak azután kell ellencsapást indítani. Sokszor látogatott ki az első vonalakba, Szevasztopolnál meg is sebesült. 1945-ben Csernyahovszkij halála után a 3. Belorusz Front parancsnoka lett, majd a Távol-Keletre vezényelték. Mandzsúriában és Koreában a Japán Birodalom elleni hadműveleteket irányította. 1949–1953 között a Szovjetunió honvédelmi minisztere volt. Élete utolsó éveit szolgálati teendőitől visszavonulva, emlékiratai megírásának szentelte. „A vezérkar élén” (Дело всей жизни) című visszaemlékezését a Zrínyi–Kossuth kiadó jelentette meg 1975-ben.

## Művei magyarul
- A vezérkar élén; ford. Auer Kálmán; Zrínyi–Kossuth, Bp., 1975

## Fordítás
- Ez a szócikk részben vagy egészben  az   Aleksandr Vasilevsky című angol Wikipédia-szócikk fordításán alapul.  Az eredeti cikk szerkesztőit annak laptörténete sorolja fel. Ez a jelzés csupán a megfogalmazás eredetét és a szerzői jogokat jelzi, nem szolgál a cikkben szereplő információk forrásmegjelöléseként.